# Sofilari
Sofilari (mac. Софилари) – wieś w gminie miejskiej Sztip w środkowej Macedonii Północnej.

## Demografia
Według spisu ludności z 2002 we wsi Sofilari mieszkało 33 mieszkańców.

### Rasy i pochodzenie
Według wyżej wspomnianych danych we wsi Sofilari mieszkało 21 Macedończyków i 12 Wołochów.